# 奥苏纳
奥苏纳，是西班牙安达卢西亚自治区塞维利亚省的一个市镇。总面积593平方公里，总人口16848人（2001年），人口密度28人/平方公里。